# Peneroplidae
Peneroplidae este o familie de foraminifere din suprafamilia Soritacea.